# Mummucia patagonica
Mummucia patagonica es una especie de arácnido  del orden Solifugae de la familia Mummuciidae.

## Distribución geográfica
Se encuentra en Argentina y Chile.